# Audio-Technica
Audio-Technica Corporation (株式会社オーディオテクニカ) — японская компания, производитель звукового оборудования. Основана Хидео Мацусита в 1962 году в Токио. В первые годы своего существования Audio-Technica была известна как производитель звукоснимателей для электропроигрывателей, сегодня же компания создает наушники, микрофоны, беспроводные системы, микшеры и электронные устройства для домашнего и профессионального использования.
Также Audio-Technica занимается поставками оборудования для крупных спортивных мероприятий, таких как: Чемпионат мира по футболу, Супербоул, а также для Олимпийских игр в Атланте (1996 г.), Сиднее (2000 г.), зимних игр в Солт-Лейк-Сити (2002 г.) и Афинах (2004 г.). Компания имеет свои отделения в нескольких странах Европы, а также в Сингапуре и Гонконге.

## Звукосниматели
Единственная категория продукции, которая присутствовала в каталоге компании всегда. В производственной программе присутствуют картриджи и сменные иглы с алмазным наконечником двух наиболее популярных типов: с подвижным магнитом (MM-moving magnet) и подвижной катушкой (MC-moving coil). Среди первого типа можно выделить подкласс звукоснимателей для DJ.

## Наушники
На аудиорынке компания известна как производитель высококачественных наушников среднего и премиум сегментов. В каталоге компании есть аудиофильские наушники, созданные специально для меломанов, классические портативные модели, гарнитуры, предназначенные для спортсменов, бизнесменов, водителей, а также специальные наушники — диджейские, женские, студийные, геймерские и другие.

### Аудиофильские наушники
В категории аудиофильских наушников Audio-Technica представлены серии W, Air Dynamic, Art Monitor.
Серия W — это наушники с чашками из древесины японской вишни и японского ореха, относящиеся к Hi-End классу.
Серия Air Dynamic — это наушники открытой конструкции, выпускающиеся в Hi-End и Hi-Fi классах.
В серии Art Monitor представлены мониторные наушники с усиленными басами, предназначенные для долгого ношения.

### Портативные наушники
В категории портативных наушников, компания разрабатывает четыре направления. Первое — наушники с активным шумоподавлением. Такие модели, как ANC70, способны поглощать до 95% внешних шумов, позволяя концентрироваться исключительно на музыке.
Классические дуговые наушники Audio-Technica и ультралёгкие дуговые наушники предназначены для использования с портативными медиаплеерами, планшетами и смартфонами. Они не могут похвастаться исключительными параметрами, характерными для специальных или студийных наушников, но имеют лёгкий вес, комфортные амбушюры и широкий частотный диапазон.
Наушники-клипсы и вкладыши также относятся к портативному аудиооборудованию, отличаясь от дуговых типом крепления амбушюр. Если первые вставляются в ушную раковину или слуховой канал, то вторые накладываются на ухо целиком. Некоторые модели-капельки благодаря высокой звукоизоляции и широкому диапазону не уступают в звучании полноразмерным собратьям.

### Специальные наушники
В этой категории выпускается несколько серий: так, модели Bijoué предназначены именно для женщин. Наушники CKF303, CKF500,FW33 и CKF505 выходят в яркой цветовой гамме, украшены кристаллами и стразами и выполнены в геометрических линиях, повторяющих огранку бриллианта.
Домашние наушники Audio-Technica — TAD500, TAD400, T200 и другие модели коллекции — предназначены для использования в помещении. Это классические модели, отличающиеся хорошей звукоизоляцией, мягкими амбушюрами и удобным оголовьем.
Следующие две линейки более специфичны. Так, SJ55, SJ33 и SJ11 предназначены для диджейской работы, благодаря возможности поворачивать чашки наушников на 360 градусов в них предусмотрена возможность вести мониторинг одного канала. Линейка студийных наушников — легендарных M50, PRO700MK2 и других — создана для тех, кто профессионально работает с звуком.

### Гарнитуры
Следуя современной тенденции, японская компания начала выпуск гарнитур, совместимых с различной техникой: Apple, Sony Xperia. Есть в каталоге и универсальные модели. Последняя разработка компании — Bluetooth-гарнитуры с активным шумоподавлением.

## Профессиональное оборудование
Специально для DJ, студий звукозаписи а также ведущих концертов и других мероприятий Audio-Technica выпускает профессиональное оборудование.

### Микрофоны
В каталоге компании есть студийные микрофоны для работы со звукозаписью, вокальные — для пения в караоке, в кругу друзей, а также радийные — для записи радиопрограмм и проведения эфиров, и профессиональные журналистские — для записи с диктофоном.

### Наушники
Среди наушников существует несколько моделей, относящихся к профессиональному классу. Наиболее популярными являются полноразмерные мониторы серии M (monitoring). Причем эти модели являются самыми популярными не только среди профессиональных, но и во всей производственной программе.

## Проигрыватели винила
Несмотря на то, что исторически рынок винила всегда был близок для Audio-Technica, производство проигрывателей под собственной маркой — относительно новое направление в работе компании. И если в начале пути в европейском каталоге присутствовало три модели, две профессионального класса (LP120USBC и LP1240USB) и одна домашнего (LP60USB), то на начало 2020 года их количество достигло 9 (а с учетом цветовых вариаций — 13). Audio-Technica на сегодняшний день является единственным производителем, в чьем ассортименте присутствуют проигрыватели всех трёх основных подклассов: любительские автоматические (AT-LP60xUSB, AT-LP60xBT, AT-LP3), аудиофильские с ручным управлением (AT-LP5x, AT-LP7, AT-LPW30, AT-LPW40) и профессиональные для DJ (AT-LP120xUSB, AT-LP140XP)

## Акустика
В 2013 году, в каталоге компании появились акустические колонки. Эти мини-проигрыватели работают с портативной электроникой — планшетами, медиаплеерами, смартфонами. Во всех моделях линейки имеются встроенные усилители.